# Río Ilim
El río Ilim (del ruso: Илим) es un río del óblast de Irkutsk, en Rusia, un afluente del río Angará por la orilla derecha, por lo que es un subafluente del Yeniséi.

## Geografía
Este río tiene una longitud de 589 km y su cuenca se extiende sobre 30.300 km². Su caudal medio anual observado a 52 km de su punto de confluencia es de 136 m³/s.
El Ilim nace a 220 km al este de la ciudad de Tulún, en el centro-este de la meseta Lena-Angará, en el sur de la vasta Meseta Central Siberiana. Poco después de su fuente, adopta la dirección norte y discurre así durante 400 km entre el Lena, al este, y el Angará, al oeste. A final de su recorrido, efectúa un cambio de dirección hacia el noroeste. El Ilim acaba así por desembocar en el Angará por su orilla derecha, al nivel del embalse de Ust-Ilimsk, 40 km al sur de Ust-Ilimsk.
Desde 1977, el Angará está embalsado cerca de Ust-Ilimsk con una gran presa que provoca el embalse de Ust-Ilimsk. Como resultado el curso inferior del río está sumergido hasta la localidad de Berezniaki (el nivel del agua del embalse alcanza los 296 m.
El Ilim permanece congelado desde finales de octubre a principios de mayo.

## Afluentes
Sus principales afluentes son  :
- el Kochenga (orilla derecha)
- el Tubá (orilla derecha)
- el Chorá (orilla izquierda)
- el Igirma (orilla derecha)

## Hidrometría en Sotnikova
El caudal del Ilim ha sido observado durante 38 años (1936-1973) en Sotnikova, estación hidrométrica situada a una altura de 230 m, y a unos 52 km de su confluencia con el río Angará.
En Sotnikova, el caudal interanual medio observado en este periodo fue de 136 m³/s para una superficie tomada en cuenta de 29.300 km², lo que supone un poco más del 86.5 % de la totalidad de la cuenca hidrográfica del río. La lámina de agua vertida en esta cuenca alcanza la cifra de 147 mm por año, que debe ser considerada como bastante elevada, y resulta de la relativa abundancia de las precipitaciones observadas en la mayor parte de su cuenca.
Río alimentado en gran parte por la fusión de las nieves, pero también por las lluvias de verano y de otoño, el Ilim es un río de régimen nivo-pluvial.
Las crecidas se desarrollan en primavera, en mayo sobre todo pero también en junio, lo que corresponde al deshielo y a la fusión de las nieves de su cuenca. En el mes de junio y luego en el de julio, el caudal baja fuertemente, pero se estabiliza a un nivel satisfactorio, disminuyendo paulatinamente, a lo largo del resto del verano y el otoño. En el mes de noviembre, el caudal desciende de nuevo, caminando hacia su periodo de estiaje, que tiene lugar desde noviembre a marzo inclusive y corresponde a los hielos de invierno que invaden toda la región.
El caudal medio mensual observado en marzo (mínimo de estiaje) es de 39,3 m³/s, lo que es un poco más del 6 % del caudal del mes de mayo, máximo del año (614 m³/s), lo que subraya la amplitud moderada de las variaciones estacionales, al menos en el contexto de Siberia, donde se suelen dar variaciones más elevadas. En los 38 años de observación, el caudal mensual mínimo fue de 21,6 m³/s en marzo de 1943, mientras que el caudal mensual máximo se elevaba a 1.050 m³/s en mayo de 1951.
Considerando solamente el periodo estival, libre de hielos, de mayo a septiembre incluido, el caudal mensual mínimo observado fue de 48.5 m³/s en agosto de 1943.
| Caudal medio mensual del Ilim en la estación hidrológica de Sotnikova (Datos calculados en 38 años, 1936-73, en m³/s) |
| |